# Pena di morte in India
La pena di morte in India è prevista per taluni reati gravi.

## Legge
Nel 1983 la Corte suprema dell'India ha stabilito che la pena di morte dovrebbe essere imposta solamente nei casi più rari. I reati capitali sono: omicidio, rapina con omicidio, istigazione al suicidio di un bambino o di una persona non in grado di intendere o di volere, dichiarare guerra alla nazione e complicità in ammutinamento da parte di un membro delle Forze Armate. A partire dal 1989, la pena di morte è diventata anche legale per la reiterazione del reato di traffico di stupefacenti su larga scala.
La pena di morte è stata inflitta anche nell'ambito della nuova legislazione anti-terrorismo per le persone condannate per attività terroristiche. La Corte suprema indiana nel caso Swamy Sharaddananda contro lo Stato di Karnataka ha di fatto reso la pena di morte più difficile. La sentenza sostiene che “solo i casi più rari tra quelli rari” possono essere presi in considerazione per tale pena.

## Storia
Fra il 1975 e il 1991, furono giustiziate circa 40 persone. Il 27 aprile 1995 fu impiccato Auto Shankar a Salem, in India. A partire dal 1995 ebbe luogo una sola esecuzione, quella di Dhananjoy Chatterjee nell'agosto 2004, fino al 2012 quando è stato impiccato Ajmal Kasab. Il 9 febbraio 2013 è stato giustiziato Afzal Guru. Il numero delle persone giustiziate in India a partire dall'indipendenza nel 1947 è dibattuto; le statistiche ufficiali del governo sostengono che sono state 52 le persone giustiziate dai tempi dell'indipendenza, ma l'Unione popolare per le libertà civili cita informazioni riprese dall'appendice 34 della Commissione Legale dell'India del 1967, mostrando che dal 1953 al 1963 hanno avuto luogo 1.422 esecuzioni in 16 Stati indiani, suggerendo che il numero totale delle esecuzioni, a partire dall'indipendenza, potrebbe salire da 3.000 a 4.300.
Nel 2009 numerose domande di grazia erano pendenti davanti al presidente, alcune delle quali dal 1992. Tra queste quella del terrorista Davinder Singh Bhullar del gruppo Forza di liberazione del Khalistan, condannato per aver assassinato nove persone e averne ferite 31; Gurdev Singh, Satnam Singh, Para Singh e Sarabjit Singh, condannati a morte per avere ucciso 17 persone in un villaggio in Amritsar nel 1991; Praveen Kumar, condannato per l'assassinio di quattro membri della sua famiglia a Mangalore nel 1994.
Nel dicembre 2007 l'India ha votato contro la moratoria per la pena di morte proposta dalle Nazioni Unite.
Nel settembre del 2013 un tribunale speciale di Nuova Delhi ha condannato a morte i 4 imputati dello stupro di gruppo avvenuto nel dicembre dello stesso anno ai danni di una studentessa di 23 anni, poi deceduta in un ospedale per la gravità delle ferite.